# دونالد مورغان
دونالد مورغان (5 نوفمبر 1888 في الصين - 22 يناير 1969 في الولايات المتحدة) (بالإنجليزية: Donald Morgan)‏ هو لاعب كريكت بريطاني (وحمل سابقاً جنسية المملكة المتحدة لبريطانيا العظمى وأيرلندا). لعب مع نادي مقاطعة غلوستر للكريكت ‏.